# Ggplot2

ggplot2 — графічний пакет візуалізації даних для мови програмування R, створений Hadley Wickham в 2005 році. ggplot2 дозволяє істотно розширити базові графічні можливості R. Один з найпопулярніших пакетів, які вільно доступні для встановлення з сайту Comprehensive R Archive Network (CRAN) [Архівовано 5 січня 2008 у Wayback Machine.]